# Circondario di Mirandola
Il circondario di Mirandola era uno dei circondari in cui era suddivisa la provincia di Modena.

## Storia

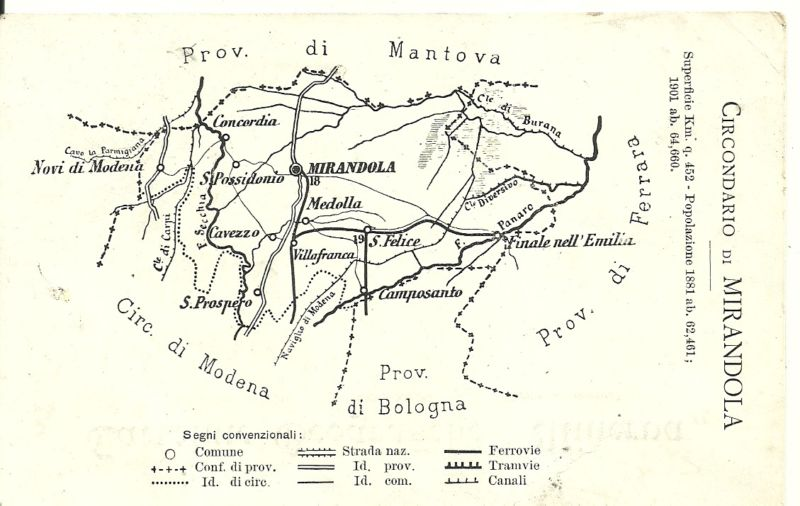
Il circondario di Mirandola nel 1901. La tratta ferroviaria tra San Felice sul Panaro e Mirandola non è ancora presente: sarà attivata nel 1902

Il circondario di Mirandola, parte della provincia di Modena, venne istituito nel 1859, in seguito ad un decreto dittatoriale di Carlo Farini che ridisegnava la suddivisione amministrativa dell'Emilia in previsione dell'annessione al Regno di Sardegna.
Nel 1895 il comune di Novi venne distaccato dal circondario di Mirandola e assegnato al circondario di Modena.
Il circondario venne soppresso nel 1926 e il territorio assegnato al circondario di Modena.
Il 21 novembre 2003 venne creata l'Unione dei Comuni Modenesi Area Nord, sullo stesso territorio dell'ex circondario di Mirandola.

## Geografia antropica

### Suddivisioni amministrative
Nel 1863, la composizione del circondario era la seguente:
- mandamento I di Concordia
  - comuni di Concordia; San Possidonio
- mandamento II di Finale dell'Emilia
  - comune di Finale dell'Emilia
- mandamento III di Mirandola
  - comuni di Cavezzo; Medolla; Mirandola; San Prospero
- mandamento IV di Novi di Modena
  - comune di Novi di Modena
- mandamento V di San Felice sul Panaro
  - comuni di Camposanto; San Felice sul Panaro

A seguito della legge del 30 marzo 1890, che soppresse tra l'altro il mandamento di Novi di Modena aggregandolo a quello di Carpi, il circondario di Mirandola era così suddiviso:
- mandamento I di Mirandola
  - comuni di Cavezzo; Concordia sulla Secchia, Medolla, Mirandola, San Possidonio e San Prospero
- mandamento II di Finale nell'Emilia:
  - comune di Camposanto, Finale nell'Emilia e San Felice sul Panaro